# Gérard de Nerval
Gérard de Nerval, având numele adevărat Gérard Labrunie (n. 22 mai 1808, Paris — d. 26 ianuarie 1855, Paris), a fost un poet francez.

## Biografie
Fiu al lui Étienne Labrunie, medic militar, și al soției acestuia, Marie-Antoinette Laurent, fiică a unui negustor de albituri de pe strada Coquillère, Gérard de Nerval s-a născut la 22 mai 1808, pe la orele 20, cu numele adevărat Gérard Labrunie, la Paris, la numărul 96, pe strada Saint-Martin (acum la numărul 168). A doua zi, pe 23 mai, a fost botezat la Saint-Merri, iar câteva luni mai târziu a fost încredințat unei doici de la Loisy, aproape de Mortefontaine.

## Operă

### Opere principale
- Voyage en Orient (1851)
- La Bohème galante (1852)
- Lorely, souvenirs d’Allemagne (1852)
- Les Illuminés (1852)
- Petits châteaux de Bohème (1853)
- Les Filles du feu : Angélique, Sylvie, Jemmy, Isis, Émilie, Octavie, Pandora, Les Chimères (1854)
- Promenades et souvenirs (1854)
- Aurélia ou le rêve et la vie (1855)
- Les Chimères (1854)

### Opere diverse
- Napoléon et la France guerrière, élégies nationales (1826)
- Napoléon et Talma, élégies nationales nouvelles (1826)
- L'académie ou les membres introuvables (1826), comedie satirică în versuri
- Le Peuple (1830), odă
- Nos adieux à la Chambre des Députés ou « allez-vous-en, vieux mandataires » (1831)
- La Main de gloire, histoire macaronique (1832)
- Odelettes (1834)
- Piquillo (1837), dramă
- L'Alchimiste (1839), dramă
- Léo Burckart (1839), dramă (în colaborare cu Alexandre Dumas)
- Raoul Spifame, seigneur des Granges (1839), biografie romanțată, publicată apoi în Les Illuminés
- Histoire véridique du canard, publicat în Le Diable à Paris, Hetzel, 1845 și reunit cu Monographie de la presse parisienne de Honoré de Balzac. Jean-Jacques Pauvert éditeur, 1965. pp. 9-23
- Scènes de la vie orientale (1846–1847)
- Le Marquis de Fayolle (1849), roman-foileton neterminat
- Les Monténégrins (1849), dramă
- Le Diable rouge, almanach cabalistique pour (1850)
- Le Chariot d’enfant (1850), dramă
- Les Confidences de Nicolas (1850), publicată apoi în Les Illuminés (Édition critique de Michel Brix, 2007)
- Les Nuits du Ramazan (1850)
- Les Faux Saulniers, histoire de l’abbé de Bucquoy (1851)
- L'Imagier de Harlem (1852), dramă
- Contes et facéties (1852)
- Une allée du Luxembourg

## Traduceri
- Johann Wolfgang von Goethe, Faust (1828)
- Poésies allemandes (română Poezii germane) care cuprinde autori precum Klopstock, Goethe etc. (1830)